# Grou-de-pescoço-preto
O grou-de-pescoço-preto (Grus nigricollis) é uma grande ave da família Gruidae. Ocorre na Ásia e reproduz-se no Planalto tibetano e em partes remotas da Índia e Butão. Tem 139 cm de comprimento com uma envergadura de 235 cm e pesa 5.5 kg. É cinzento-esbranquiçado, com a cabeça preta, uma mancha vermelha na coroa e na parte superior do pescoço, pernas pretas e uma mancha branca na parte de trás do olho. Tem primárias e secundárias pretas. Ambos os sexos são semelhantes. Algumas populações são conhecidas por fazer movimentos sazonais.
É [[reverenciado]] nas tradições budistas e culturalmente protegido em grande parte da sua área de ocorrência. Um festival no Butão celebra a ave enquanto o território indiano de Ladakh a designou como a ave do estado.